# فرانس د وال
فرانسيسکوس برناردوس ماریا د وال(انگلیسی: Franciscus Bernardus Maria de Waal؛ زادهٔ ۲۹ اکتبر ۱۹۴۸) یک نخستی‌شناس و رفتارشناس جانوران هلندی-آمریکایی بود. او استاد رفتار نخستی‌ها در بخش روانشناسی دانشگاه اموری در آتلانتا، جورجیا، مدیر مرکز Living Links در مرکز تحقیقات نخستی‌های Yerkes دانشگاه اموری، و نویسنده کتاب‌های متعددی از جمله سیاست شامپانزه (۱۹۸۲) و میمون درونی ما (۲۰۰۵) بود. تحقیقات او بر رفتار اجتماعی نخستی‌ها، از جمله حل منازعه، همکاری، بیزاری از نابرابری و مدل‌های فرگشتی انبازی غذا متمرکز بود. او عضو آکادمی ملی علوم ایالات متحده و آکادمی سلطنتی علوم و هنرهای هلند بود.

## زندگی اولیه و تحصیلات
د وال در سرتوخن‌بوس در ۲۹ اکتبر ۱۹۴۸ در خانواده‌ای به نام جو و سیس د وال به دنیا آمد. او با پنج برادر در وال ویک بزرگ شد.
او در دانشگاه رادبود نیمخن، دانشگاه خرونینگن و دانشگاه اوترخت در هلند تحصیل کرد. در سال ۱۹۷۷، د وال دکترای خود در زیست‌شناسی را از دانشگاه اوترخت پس از آموزش به عنوان جانورشناس و رفتارشناس جانوران تحت نظر پروفسور یان ون هوف، کارشناس برجسته در زمینه بیان چهره‌های احساسی در نخستی‌ها دریافت کرد. پایان‌نامه او با عنوان "تعاملات و روابط مهاجمی در میان میمون‌های جاوه"، رفتارهای تهاجمی و تشکیل ائتلاف در ماکاک‌ها را بررسی می‌کرد. رفتارشناسی هلندی دیگر، نیکولاس تینبرگن، الهام‌بخش د وال بود.

## حرفه
در سال ۱۹۷۵، دو وال یک پروژه شش‌ساله را روی بزرگ‌ترین کلونی اسیر شامپانزه‌های جهان در باغ‌وحش آرنهم آغاز کرد. این پژوهش به انتشار مقالات علمی متعدد انجامید و در نهایت منجر به انتشار اولین کتاب او با عنوان سیاست شامپانزه‌ها در سال ۱۹۸۲ شد. این کتاب اولین توصیف رفتارهای نخستی‌سانان را به‌طور آشکار از منظر استراتژی‌های اجتماعی برنامه‌ریزی‌شده ارائه داد. دو وال اولین کسی بود که تفکرات ماکیاولی را وارد نخستی‌شناسی کرد و این منجر به برچسب "هوش ماکیاولیایی" شد که بعدها به آن مرتبط گردید. در اواسط دهه ۱۹۹۰ این کتاب در لیست مطالعه تازه‌واردان جمهوری‌خواه در مجلس نمایندگان قرار گرفت. در نوشته‌هایش، دو وال هیچ‌گاه از نسبت دادن احساسات و نیت‌ها به نخستی‌سانانش اجتناب نکرد و به این ترتیب کار او الهام‌بخش حوزه شناخت نخستی‌سانان شد.
کارهای اولیه دو وال به فریب و حل منازعه در میان نخستی‌سانان توجه داشت که هر دو به زمینه‌های تحقیقاتی مهمی تبدیل شدند. در ابتدا، تحقیقات او بسیار بحث‌برانگیز بود و برچسب "آشتی" که دو وال برای اتحاد دوباره پس از درگیری‌ها معرفی کرد، ابتدا زیر سؤال رفت، اما در نهایت برای رفتار حیوانات کاملاً پذیرفته شد. کارهای بعدی او بر روی همدلی در حیوانات غیرانسان و خاستگاه اخلاق متمرکز بود. پراستنادترین مقاله او، که با دانشجوی سابقش، استفانی پرستون، نوشته شده است، به خاستگاه تکاملی و عصب‌شناسی همدلی اختصاص دارد، نه فقط در نخستی‌سانان، بلکه در پستانداران به‌طور کلی.
در دهه ۱۹۹۰، ویراستاران در برابر تمایل دو وال برای انتشار کارهایش درباره بونوبوها که شامل موضوعات بالقوه بحث‌برانگیز درباره روابط جنسی بونوبوها بود، مقاومت نشان دادند. با این حال، او مقاله‌ای در مجله ساینتیفیک امریکن در سال ۱۹۹۵ و کتاب بونوبو: شامپانزه فراموش‌شده را در سال ۱۹۹۷ منتشر کرد. دو وال بونوبوها را مشهور کرد و به آنها شهرت "عشق بورزید – نه جنگ" داد.
هدف بزرگ‌تر دو وال فهمیدن عوامل انسجام‌دهنده جوامع نخستی‌سانان، نه صرفاً چگونگی ساختار رقابت در آنها، بود. با این حال، رقابت در کارهایش نادیده گرفته نشده است: تمرکز اصلی تحقیقات دو وال بر رفتار پرخاشگرانه و سلطه اجتماعی بود. در حالی که تحقیقات او بر رفتار نخستی‌سانان غیرانسان (اغلب شامپانزه‌ها، بونوبوها، ماکاک‌ها و شنل پوشیان) متمرکز بود، کتاب‌های محبوبش دیدگاه جهانی به دو وال بخشیدند، زیرا بینش‌هایی که از رفتار میمون‌ها و نخستی‌سانان به دست آورده بود را به جوامع انسانی مرتبط ساخت. او و دانشجویانش همچنین بر روی فیل‌ها کار کردند که به‌طور فزاینده‌ای در نوشته‌هایش برجسته شدند.
تحقیقات دو وال درباره ظرفیت ذاتی همدلی در میان نخستی‌سانان او را به این نتیجه رساند که کپی‌های بزرگ غیرانسان و انسان‌ها تنها انواع مختلفی از کپی‌ها هستند و تمایلات همدلانه و تعاونی میان این گونه‌ها پیوسته است. باور او در نقل قولی از کتاب عصر همدلی این‌گونه نشان داده شده است: "ما با این فرض شروع می‌کنیم که مرزهای مشخصی وجود دارد، مانند مرز بین انسان و کپی‌ها، یا بین کپی‌ها و میمون‌ها، اما در واقع با قلعه‌های شنی مواجه هستیم که با شسته‌شدن توسط دریای دانش، بسیاری از ساختار خود را از دست می‌دهند. آنها به تپه‌هایی تبدیل می‌شوند که هر چه بیشتر هموار می‌شوند، تا زمانی که به جایی برسیم که نظریه تکامل همیشه ما را هدایت می‌کند: یک ساحل با شیب ملایم."
این دیدگاه کاملاً در تضاد با نظر برخی اقتصاددانان و انسان‌شناسان است که تفاوت‌های میان انسان و سایر حیوانات را فرض می‌کنند. با این حال، تحقیقات اخیر در مورد گرایش‌های نوع‌دوستانه در میمون‌ها و کپی‌ها از موضع د وال حمایت می‌کند. برای نمونه، به تحقیقات فلیکس وارکنن، روان‌شناسی در مؤسسه انسان‌شناسی تکاملی ماکس پلانک در لایپزیگ، آلمان، مراجعه کنید.
در سال ۲۰۱۱، د وال و همکارانش برای اولین بار گزارش دادند که شامپانزه‌هایی که گزینه آزاد بین کمک به خود یا کمک به خود همراه با یک شریک را دارند، گزینه دوم را ترجیح می‌دهند. در واقع، د وال این گرایش‌ها را محدود به انسان‌ها و کپی‌ها نمی‌داند، بلکه همدلی و هم‌دردی را ویژگی‌های جهانی پستانداران می‌داند، دیدگاهی که طی دهه گذشته با مطالعاتی روی جوندگان و سایر پستانداران، مانند سگ‌ها، حمایت شده است. او و دانشجویانش به طور گسترده روی همکاری و عدالت در حیوانات کار کرده‌اند.
در سال ۲۰۱۱، د وال یک سخنرانی TED با عنوان "رفتار اخلاقی در حیوانات" ارائه داد. بخشی از این سخنرانی به نارضایتی از نابرابری در میان میمون‌های کاپوچین پرداخت، و یک ویدیوی استخراج‌شده از این سخنرانی به شدت محبوب شد. این ویدیو واکنش خشمگین یکی از میمون‌ها را نشان می‌داد که یک خوراکی کمتر مطلوب نسبت به میمون دیگر دریافت کرده بود.
جدیدترین کار در این زمینه اولین نشان داد که شامپانزه‌ها در صورت داشتن فرصت بازی بازی اولتیماتوم، مشابه کودکان و بزرگسالان انسانی عمل می‌کنند و نتیجه منصفانه را ترجیح می‌دهند.
در سال ۱۹۸۱، د وال به ایالات متحده نقل مکان کرد و به عنوان عضو هیئت‌علمی در مرکز تحقیقات نخستی‌شناسی ملی ویسکانسین مشغول به کار شد، و در سال ۱۹۹۱ به دانشگاه اموری در آتلانتا، جورجیا پیوست. او استاد پروفسوری سی.اچ. کندلر در دپارتمان روان‌شناسی دانشگاه اموری و مدیر مرکز لینک‌های زنده در مرکز تحقیقات نخستی‌شناسی یرک در اموری بود. او در سال ۲۰۰۸ تابعیت آمریکایی را کسب کرد.
در سال ۲۰۰۵، او اصطلاح نظریه لایه را ابداع کرد. کتاب او در سال ۲۰۱۳ با عنوان بونوپو و بی‌خدا رفتار انسان‌ها را از دیدگاه یک پریماتولوژیست بررسی می‌کند و به این مسأله می‌پردازد که در چه حد خدا و دین برای اخلاق انسانی ضروری هستند. نتیجه‌گیری اصلی این است که اخلاق از درون می‌آید و بخشی از طبیعت انسان است. نقش دین ثانویه است.
د وال همچنین برای Psychologie Magazine، یک مجله ماهانه محبوب هلندی، ستون می‌نوشت.
از ۱ سپتامبر ۲۰۱۳، د وال به عنوان استاد برجسته (universiteitshoogleraar) در دانشگاه اوترخت منصوب شد. این پست به صورت نیمه‌وقت بود در حالی که او همچنان در موقعیت خود در دانشگاه اموری در آتلانتا باقی ماند.
در اکتبر ۲۰۱۶، د وال مهمان برنامه زندگی علمی در رادیو BBC چهار بود.
در ژوئن ۲۰۱۸، د وال جایزه NAT Award را که توسط موزه علوم طبیعی بارسلونا تأسیس شده بود، دریافت کرد. این جایزه به د وال اعطا شد "برای دیدگاه او در خصوص تکامل رفتار حیوانات و برقراری رابطه‌ای میان رفتارهای نخستی‌ها و انسان‌ها در جنبه‌هایی همچون سیاست، همدلی، اخلاق و عدالت."
دو کتاب آخر د وال، "آیا ما به اندازه کافی هوشمندیم که بدانیم حیوانات چقدر هوشمندند؟" (۲۰۱۶) و "آخرین بغل مامان: احساسات حیوانات و آنچه که درباره خودمان به ما می‌گوید" (۲۰۱۹)، پرفروش بودند.
د وال در تاریخ ۱۴ مارس ۲۰۲۴ بر اثر سرطان معده در استون مانتین، جورجیا درگذشت. او ۷۵ ساله بود.